# Aïn Soltane (Aïn Defla)
Aïn Soltane (în arabă عين السلطان) este o comună din provincia Aïn Defla, Algeria.
Populația comunei este de 21.565 de locuitori (2008).